# 罠 (12012の曲)
罠は、日本のヴィジュアル系ロックバンド、12012のインディーズ7thシングル。2006年10月18日にリリース。

## 作品情報
- 「PISTOL」に続く、3か月連続リリースの第2弾。
- 前作「PISTOL」で「少年」の側から描かれていた話を、「six」という人物の言葉で描いた話になっており、そのため作詞のクレジットは宮脇渉ではなく、「six」になっている。
- この曲のPVでは宮脇渉自身が「six」を演じている。

## 収録内容
1. 罠 （作詞：six 作曲：12012）
曲作りの段階からセッション風に作り上げていった。sixという人物は“少年”の過去を知っていて、シングル「Heart」の中にも登場しており、今のままで本当にいいのか？という問いかけと、本当の姿は自分と同じなのだから、そんな姿はやめて、凶暴な姿を曝け出せ、という真意も隠されているとのこと。最後は転調して激しくなり、唐突に終わる。
2. [6]party （作詞：six 作曲：Y.Suga）
「罠」から間髪入れずに始まる。間髪入れずに始まるのは、2曲で1曲に感じさせることが出来るように、という狙いもあった。[6]とは、「six」であり、彼が主催するパーティーが描かれたものになっている。

| スタブアイコン | サブスタブ | この項目は、まだ閲覧者の調べものの参照としては役立たない、シングルに関連した書きかけの項目です。この項目を加筆・訂正などしてくださる協力者を求めています（P:音楽/PJ:楽曲）。 |